# Балатопарський сільський округ
Балатопа́рський сільський округ (каз. Балатопар ауылдық округі, рос. Балатопарский сельский округ) — адміністративна одиниця у складі Балхаського району Алматинської області Казахстану. Адміністративний центр — село Балатопар.
Населення — 1609 осіб (2021; 1957 у 2009, 1955 у 1999, 3061 у 1989).
Станом на 1989 рік існувала Куйганська сільська рада (села Акбайлау, Акдала, Балатопар, Карабек, Майбулак) колишнього Куртинського району.

## Склад
До складу округу входять такі населені пункти:
| Населений пункт  | Стара назва | Населення, осіб (1989) | Населення, осіб (1999) | Населення, осіб (2009) | Населення, осіб (2021) |
| ---------------- | ----------- | ---------------------- | ---------------------- | ---------------------- | ---------------------- |
| Акдала, село     | -           | 79                     | 119                    | 39                     | 11                     |
| Балатопар, село  | -           | 2114                   | 1836                   | 1917                   | 1593                   |
| --Акбайлау, село | -           | 666                    | 57                     | 1                      | 5                      |
| Карабек, село    | -           | 106                    | -                      | -                      | -                      |
| Майбулак, село   | -           | 96                     | -                      | -                      | -                      |